# Pinetell de Fennoscàndia
El pinetell de Fennoscàndia (Lactarius fennoscandicus) és una espècie de fong de l'ordre dels russulals (Russulales). És un pinetell, un rovelló comestible de sang o làtex taronja, de barret amb zones concèntriques, de color gris liliaci amb tons bruns i, a vegades, verds. La carn és de blanca a blava, ataronjada pel làtex.
És un fong micorrízic exclusiu dels boscos de pícees (Picea abies) d'Escandinàvia.

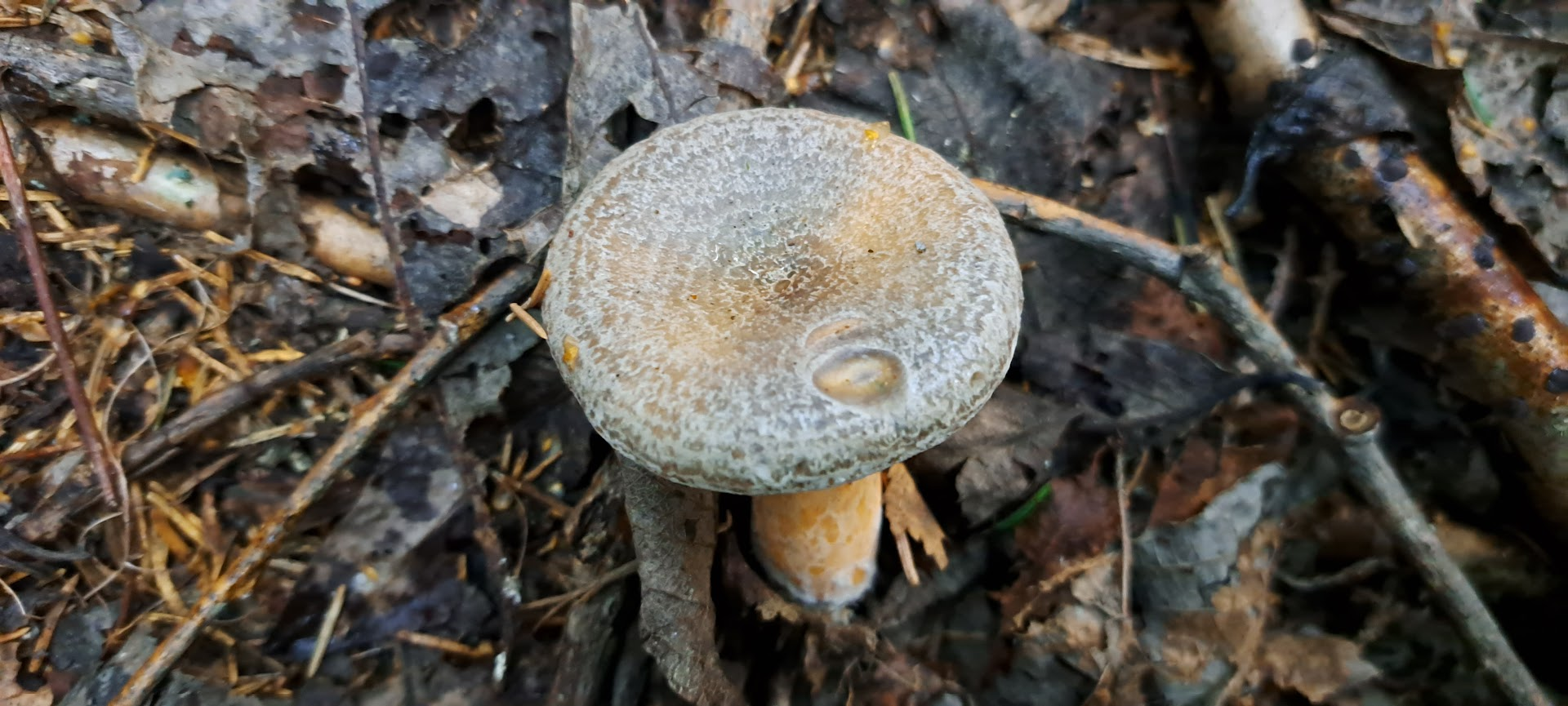
Pinetell de Fennoscàndia (Lantarius fennoscandicus), jove.

## Sistemàtica i taxonomia
L'espècie va ser descrita per Annemieke Verbeken i Jan Vesterholt.
Pertany a la secció Deliciosi del gènere Lactarius.

## Iconografia seleccionada
Basso MT. Lactarius: 268, 1999
Heilmann-Clausen J, Verbeken, A, Vesterholt J. The genus Lactarius: 155, 1998

## Descripció
Barret de fins a 8 cm de diàmetre, convex quan jove, estès i amb una depressió central, marge enrotllat cap a dins; superfície zonada, humida, zonada en tota la superfície.
Làmines denses, decurrents, taronja groguenques, verdes al frec.
La cama mesura de 4 a 11 cm de llarg per 1 a 2,5 cm de gruix, de cilíndrica a dilatada al peu, llisa o amb alguna escrobícula.
La carn és blanquinosa a la cama, taronja prop de la superfície; es torna verd blavós quan es lesiona. No té cap olor distintiva i amarganteja al tast. Llet escassa, taronja, esdevé taronja vermellosa i finalment verda.

## Distribució
Comú a l'Europa boreal, absent a la central i meridional.

## Ecologia
Els bolets apareixen entre juny i desembre en els boscos i plantacions de pícees, sempre humits, entre la molsa, esfagnes i nabius.

## Identificació
Tan sols creix en boscos i plantacions de pícees del nord d'Europa, presenta barrets grisencs, sempre zonats. Com indica el nom popular, també viu associat amb pícees (Picea abies) el pinetell de pícea (Lactarius deterrimus). Aquest darrer es caracteritza pel barret ataronjat però barrejat amb tons verds, és poc zonat i la cama és de tons taronja viu, llisa, sense escrobícules i amb una zona blanca a la part més superior, tocant a les làmines. El làtex és taronja i esdevé vermell entre 15-20 minuts.
Són propers però sempre vora pins el pinetell o pinetell ver (Lactarius deliciosus), el pinetell de pi negre (Lactarius quieticolor) i el rovelló pinetell (Lactarius semisanguifluus). Vora avets, el pinetell d’avet (Lactarius salmonicolor).

## Usos
Comestibilitat desconeguda